# Karl Wagenmann (Theologe)
Karl Wagenmann (* 8. März 1867 in Göttingen; † 22. September 1938) war ein deutscher lutherischer Theologe und Geistlicher Vizepräsident des Landeskirchenamtes Hannover der Evangelisch-lutherischen Landeskirche Hannovers.

## Leben
Wagenmann wurde als zweiter Sohn des Göttinger Professors der Kirchengeschichte Julius August Wagenmann geboren. Er besuchte das Gymnasium in Göttingen, wo er im Herbst 1884 die Reifeprüfung ablegte. Er studierte evangelische Theologie in Tübingen und Göttingen. Nach der Promotion zum D. theol. war er ab 1891 Pfarkollaborator in Bückeburg und ab 1893 Pastor an der Schlosskirche Hannover. 1896 wurde er Konsistorialassessor, 1899 Superintendent in Bleckede, 1909 in Lüne. 1910 wurde er Konsistorialrat im Konsistorium in Hannover, 1914 Mitglied des Landeskonsistoriums. Mit der Gründung des Landeskirchenamts wurde er 1924 zum geistlichen Vizepräsidenten ernannt. Am 1. Juli 1932 trat er aus gesundheitlichen Gründen in den Ruhestand. 
Karl Wagenmann war ab 1927 stellvertretender Vorsitzender, 1929 Vorsitzender und 1937 Ehrenvorsitzender der Gesellschaft für niedersächsische Kirchengeschichte. Seine letzte Ruhestätte befindet sich auf dem Klosterfriedhof in Loccum.

## Schriften
- Seelsorgebezirke, Hinrichs, Leipzig 1913